# Alfred Łodziński
Alfred Łodziński także Radwan-Łodziński (ur. 5 stycznia 1903 w Wilnie, zm. 14 lipca 1974 w Warszawie) – polski aktor teatralny i filmowy.

## Życiorys
Urodził się w rodzinie Leona Radwan-Łodzińskiego i Marii z Lipińskich. Siostra Helena Radwan-Łodzińska była także aktorką. W Wilnie ukończył szkołę średnią, następnie w latach 1921–1923 uczęszczał do Szkoły Dramatycznej oraz pod nazwiskiem Łodziński występował w miejscowym Teatrze Polskim. Po przeprowadzce do Poznania kontynuował naukę aktorstwa, a także występował w teatrze wojskowym i Teatrze Polskim (1923–1924). Od grudnia 1924 do końca sezonu 1926/27 grał w Teatrze Miejskim w Toruniu (w sezonie 1925/26 - głównie na scenie filii Zjednoczonych Teatrów Pomorskich w Grudziądzu). Od sezonu 1927/28 występował w Teatrze Miejskim w Lublinie. W trakcie sezonu 1928/29 przeniósł się do teatru w Wilnie. W sezonie 1929/30 grał w zespole K. Wojciechowskiego w Płocku, w latach 1930–1932 i sezonie 1936/37 w Grodnie, w latach 1932–1936 w Teatrze na Pohulance w Wilnie, 1937/38 znów w Toruniu i z zespołem Teatru Ziemi Pomorskiej gościnnie m.in. w Gdańsku (1937) i w Teatrze Zdrojowym w Ciechocinku (1938). Od sezonu 1938/39 występował w wileńskich teatrach: na Pohulance, potem w Polskim Teatrze Dramatycznym (sezony 1940/41 i 1944/45).
Po wojnie, pod koniec kwietnia 1945 wraz z zespołem teatru wileńskiego przybył do Torunia i zaczął występować w Teatrze Ziemi Pomorskiej. Jesienią tego roku występował także w Teatrze Kameralnym TUR w Krakowie. Od grudnia 1945 do końca sezonu 1945/46 był aktorem Teatru Miejskiego we Wrocławiu, a w 1946 w Teatru Polskiego w Szczecinie. Począwszy od 1947 grał na scenach teatrów warszawskich. W latach 1950–1960 w Teatrze Polskim, w 1962 w Teatrze Współczesnym, a w latach 1962–1970 w Teatrze Klasycznym. Od 1949 występował w Teatrze Polskiego Radia.

19 stycznia 1955 na wniosek Ministra Kultury i Sztuki został odznaczony Medalem 10-lecia Polski Ludowej.

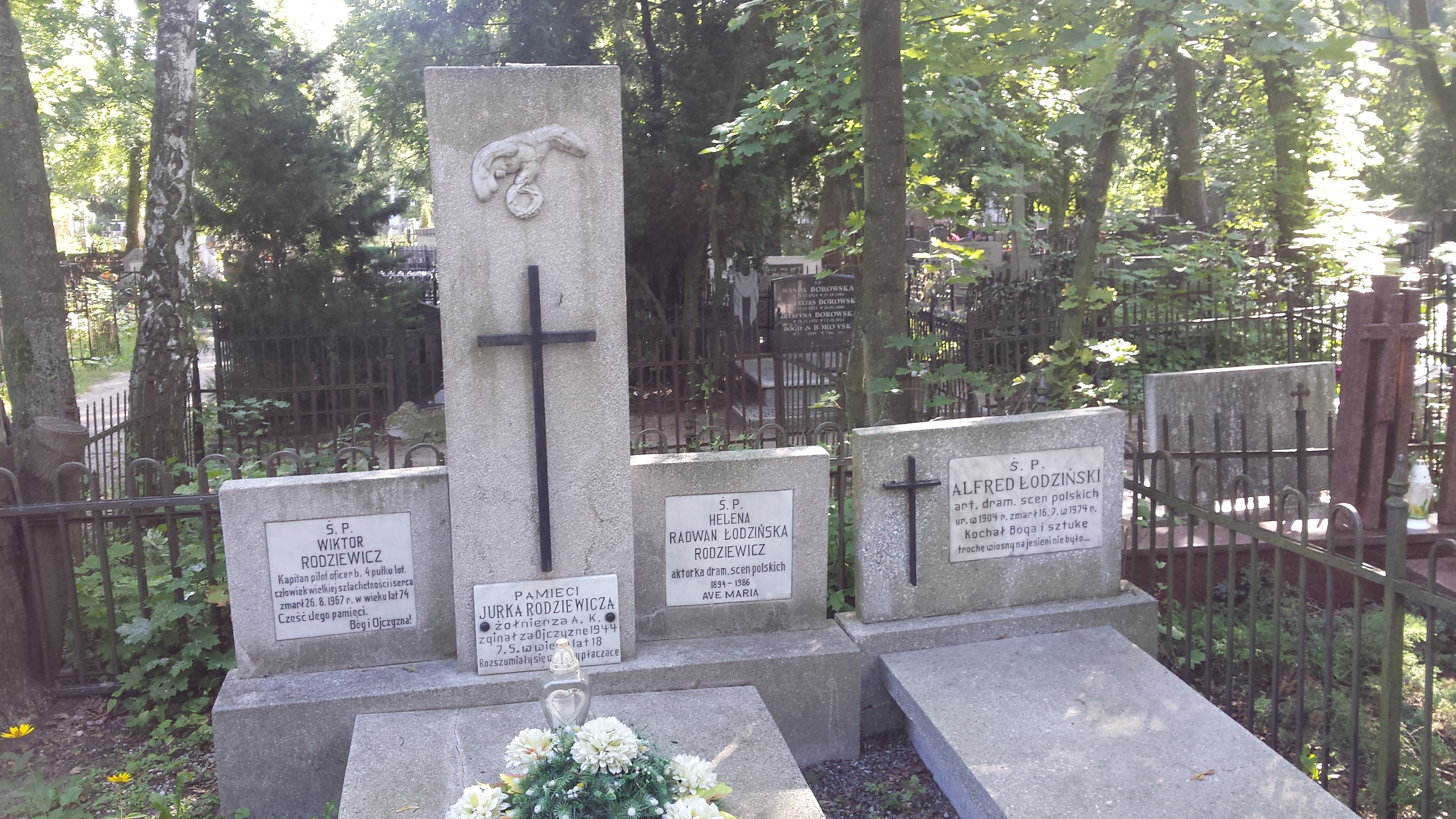
Grób Alfreda Łodzińskiego na cmentarzu św. Jerzego w Toruniu

Zmarł w Warszawie, pochowany na cmentarzu św. Jerzego w Toruniu.

## Filmografia
- 1973 – Wielka miłość Balzaka (finansista)
- 1970 – Dzięcioł (Seweryn, ojciec Ireny)
- 1968 – Człowiek z M-3 (Łukaszczyk, urzędnik USC; w czołówce nazwisko: Łoziński)
- 1965 – Lenin w Polsce (karczmarz)
- 1965 – Faraon (Hiram, książę Tyru, przewodniczący Rady Fenickiej)
- 1962 – Jak być kochaną
- 1960 – Krzyżacy (ksiądz na dworze księżnej Anny Danuty)
- 1957 – Król Maciuś I (król Smutny)
- 1956 – Warszawska syrena (Dziwun)
- 1955 – Podhale w ogniu (szlachcic)
- 1953 – Celuloza (Pandera, dyrektor „celulozy”)
- 1950 – Miasto nieujarzmione (niemiecki szabrownik)